# Districtul Megarine
Megarine este un district din provincia Ouargla, Algeria.